# Non c'è pace tra gli ulivi
Non c'è pace tra gli ulivi è un film del 1950 diretto da Giuseppe De Santis.
Insieme ad altri film di De Santis, appartiene alla corrente cinematografica neorealista che si sviluppò in Italia tra il 1943 ed il 1952. Il film fu girato tra Fondi, paese natale del regista, gli ulivi di Vallecorsa, Itri e Sperlonga.

## Trama
Francesco Dominici è tornato da poco dal fronte, ha combattuto per tre anni ed è stato per altri tre anni prigioniero. L'unico lavoro che sa fare è il pastore.
La sua famiglia aveva venti pecore, ma durante l'assenza di lui sono state quasi tutte sottratte da un altro pastore, Agostino Bonfiglio, che ora ne possiede duecento.
Forte del detto «Chi ruba quello che è suo, non è ladro», Francesco escogita un piano per riprendere le pecore. Coinvolge tutti i suoi familiari e convince Lucia, di cui è innamorato, a seguirlo. Lucia è promessa sposa ad Agostino, ma nutre un forte sentimento per Francesco: fu lei, anni prima, l'unica testimone del furto commesso da Agostino ai danni della famiglia di Francesco.
Una notte tutte le pecore di Agostino vengono rubate. Bonfiglio si mette alla caccia dei ladri, ma gli sfuggono: trova però la sorella di Francesco, Maria Grazia, che è rimasta indietro nella fuga, così si getta su di lei e la possiede carnalmente. Poi denuncia Francesco che è arrestato l'indomani. Al processo i pastori chiamati a testimoniare dalla difesa affermano unanimemente che le pecore sono di Agostino. Francesco confida in Lucia, ma anche la ragazza lo tradisce dicendo sotto giuramento che non sa niente; Francesco è condannato a quattro anni di carcere.
Il giorno del matrimonio di Agostino con Lucia, Maria Grazia lo affronta in pubblico, così tutto il paese viene a sapere che Agostino ha un'amante. Lucia rifiuta di seguire lo sposo nella nuova casa ed il matrimonio, celebrato ma non consumato, è annullato. Per riparare allo scandalo ed anche perché mossa a pietà da Maria Grazia, la madre di Agostino decide di accogliere la giovane in casa. Agostino però stabilisce che debba vivere come una serva. Quanto a Lucia, torna a vivere con i suoi genitori.
Nel frattempo Bonfiglio si è ancora di più inimicato i pastori suoi compaesani per essere riuscito a farsi affittare tutti i pascoli di un ricco proprietario (l'avvocato) che prima erano distribuiti tra tutti i suoi colleghi.
Francesco non rimane molto in carcere: riesce a fuggire con un compagno di cella e si getta alla macchia. Lucia, appena lo viene a sapere, lascia la casa paterna e si mette sulle sue tracce.
Agostino è sicuro del fatto suo: la latitanza del rivale non durerà molto, dato che i carabinieri setacciano tutta l'area, ma le cose si mettono in un altro modo: i pastori coprono Francesco che riesce a farsi prestare un fucile. Con Lucia giunge fino a casa di Agostino.
Il rivale evita lo scontro diretto e scappa. Con lui è rimasta solo Maria Grazia. Anche i pastori, un tempo comprati da Agostino, ora gli si rivoltano contro e non accettano di ospitarlo, neanche se sono pagati in contanti.
La fuga riprende. Al primo cedimento nervoso di Maria Grazia, Agostino va fuori di sé e la uccide con le sue mani strangolandola.
Francesco insegue ancora Agostino, costringendolo a sparare molti colpi a vuoto. Giunti finalmente uno di fronte all'altro, Agostino scopre di aver finito i colpi. Disperato, si getta in un dirupo e muore.
A quel punto arrivano i carabinieri e Francesco è disposto a lasciarsi arrestare, ma il maresciallo ha capito che il vero colpevole di tutto era Agostino, perciò promette che il processo sarà rifatto. A quel punto Francesco può sperare in una nuova vita, più giusta, insieme a Lucia.

## La critica
Gianni Rondolino nel Catalogo Bolaffi del cinema italiano volume 1° 1969, « Il terzo film di De Santis è ancora una storia sociale in cui la lotta del singolo contro una collettività conformista e pavida, asociale e individualista, prospetta l'unica soluzione possibile contro l'ingiustizia e l'odio, il sopruso e l'egoismo: la solidarietà di classe. In tal modo il film diventa una specie di discorso programmatico e propagandistico, intessuto di fatti e personaggi che lo commentano, ma privo di una effettiva autonomia artistica, non si distende in un racconto poetico, non fa vivere i protagonisti della vicenda, ma si limita a prospettare un tema e una soluzione »

## Incassi
Il film incassò circa 405 milioni di lire dell'epoca (ben lontano dal campione d'incasso del 1950 Gli ultimi giorni di Pompei di L'Herbier e Moffa, con 840 milioni, ma anche dall'indifferenza del pubblico a Cronaca di un amore di Antonioni, con 174 milioni d'incasso).